# Вегас-дель-Хеніль
Вегас-дель-Хеніль (ісп. Vegas del Genil) — муніципалітет в Іспанії, у складі автономної спільноти Андалусія, у провінції Гранада. Населення — 9102 особи (2010).
Муніципалітет розташований на відстані близько 360 км на південь від Мадрида, 6 км на захід від Гранади.
На території муніципалітету розташовані такі населені пункти: (дані про населення за 2010 рік)
- Амброс: 2644 особи
- Белісена: 3160 осіб
- Касас-Бахас: 1302 особи
- Пурчиль: 1996 осіб

## Демографія
Динаміка населення (INE ):

## Галерея зображень

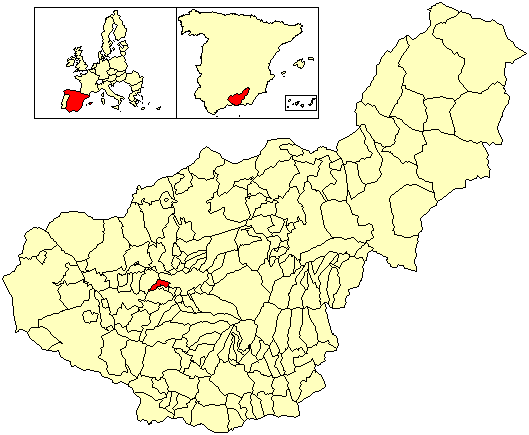
Розташування муніципалітету Вегас-дель-Хеніль у провінції Гранада